# Eminoculus
Eminoculus is een geslacht van wantsen uit de familie van de Miridae (Blindwantsen). Het geslacht werd voor het eerst wetenschappelijk beschreven door Schuh in 1974.

## Soorten
Het genus bevat de volgende soorten:

- Eminoculus atrisetosus Schuh & Wu, 2009
- Eminoculus auratus Schuh & Wu, 2009
- Eminoculus drosanthemi Schuh, 1974
- Eminoculus hirsutus Schuh, 1974
- Eminoculus laevigatus Schuh & Wu, 2009
- Eminoculus lanuginosus Schuh & Wu, 2009
- Eminoculus rugosus Schuh & Wu, 2009